# Ewa Augustyn
Ewa Augustyn (* 13. August 1989) ist eine polnische Fußballschiedsrichterin.
Seit 2015 steht sie auf der Liste der FIFA-Schiedsrichter und leitet internationale Fußballpartien. Seit der Saison 2023/24 zählt sie zur Gruppe der UEFA-Elite-Schiedsrichterinnen.
Im Oktober 2017 leitete Augustyn mit der Partie Slavia Prag gegen FK Minsk (4:3) erstmals ein Spiel in der Women’s Champions League.
Bei der U-19-Europameisterschaft 2019 in Schottland im Juli 2019 leitete sie zwei Gruppenspiele und das Halbfinale zwischen Frankreich und Spanien (3:1 n. V., 0:0). Auch bei der U-19-Europameisterschaft 2023 in Belgien im Juli 2023 ist sie als Schiedsrichterin im Einsatz.
Zudem leitete Augustyn Spiele in der Qualifikation zur Europameisterschaft 2022 (drei Spiele), in der europäischen WM-Qualifikation für die Weltmeisterschaft 2019 und 2023 (sieben Spiele) sowie beim Arnold Clark Cup 2023.